# 洛奈港
洛奈港（法語：Port-Launay，法語發音：[pɔʁ lonɛ]）是法国菲尼斯泰尔省的一个市镇，位于该省中部，属于沙托兰区。

## 地理
洛奈港（48°12'55"N, 4°4'22"W）面积2 平方千米，位于法国布列塔尼大區菲尼斯泰尔省，该省份为法国最西部的省份，位于布列塔尼半岛西部，北西南三面环大西洋，东临阿摩尔滨海省和莫尔比昂省。
与洛奈港接壤的市镇（或旧市镇、城区）包括：沙托兰、圣塞加勒。

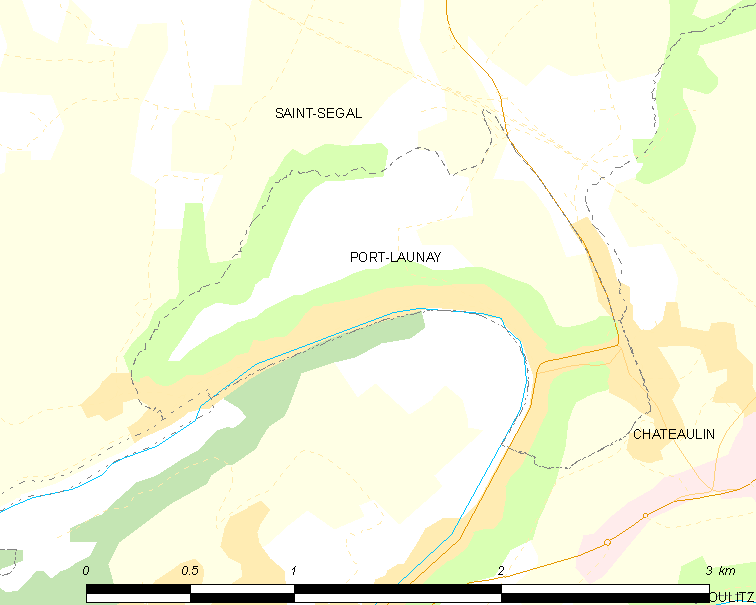
洛奈港的OSM定位图

洛奈港的时区为UTC+01:00、UTC+02:00（夏令时）。

## 行政
洛奈港的邮政编码为29150，INSEE市镇编码为29222。

## 政治
洛奈港所属的省级选区为克罗宗县。

## 人口

1962-2008年间洛奈港人口变化图示

洛奈港于2022年1月1日时的人口数量为396人。